# Estonie aux Jeux olympiques d'été de 1936
L’Estonie participe aux Jeux olympiques d'été de 1936 qui se déroulent à Berlin. Il s'agit de la 5e participation de ce pays à des Jeux d'été. La délégation estonienne est constituée de 33 athlètes, tous masculins, qui remportent 7 médailles dont 2 en or. Ce qui permet à l’Estonie de se ranger en 13e position dans le tableau de médailles final. La réussite des athlètes estoniens (meilleur résultat global depuis la création des Jeux) tient essentiellement à la performance des lutteurs qui rapportent de Berlin 5 médailles dont les deux en or conquises, dans deux disciplines différentes, par le même homme : Kristjan Palusalu.   

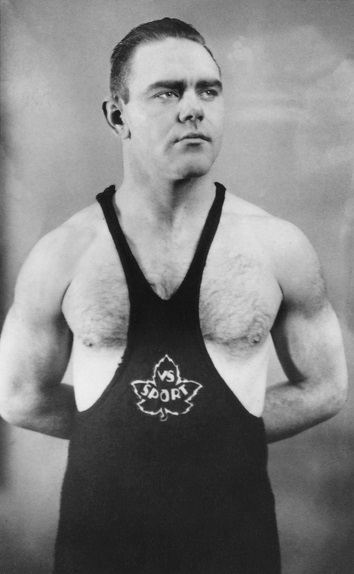
Le lutteur August Neo doublement médaillé à Berlin, en libre et en gréco-romaine.

## Médailles
| Médaille                            | Nom               | Sport         | Compétition                                     |
| ----------------------------------- | ----------------- | ------------- | ----------------------------------------------- |
| Médaille d'or, Jeux olympiques      | Kristjan Palusalu | Lutte         | Lutte gréco-romaine Poids lourds, +87 kg        |
| Médaille d'or, Jeux olympiques      | Kristjan Palusalu | Lutte         | Lutte libre Poids lourds, +87 kg                |
| Médaille d'argent, Jeux olympiques  | August Neo        | Lutte         | Lutte libre Poids mi-lourds, 79 - 87 kg         |
| Médaille d'argent, Jeux olympiques  | Nikolai Stepulov  | Boxe          | Poids légers (-61,2 kg)                         |
| Médaille de bronze, Jeux olympiques | Voldemar Väli     | Lutte         | Lutte gréco-romaine Poids légers, 61 - 66 kg    |
| Médaille de bronze, Jeux olympiques | August Neo        | Lutte         | Lutte gréco-romaine Poids mi-lourds, 79 - 87 kg |
| Médaille de bronze, Jeux olympiques | Arnold Luhaäär    | Haltérophilie | Poids lourd (plus 82.5 kg)                      |

## Sources
- (en) Estonie aux Jeux olympiques d'été de 1936 sur www.sports-reference.com
- (en) Bilan complet de l’Estonie aux Jeux olympiques d'été de 1936 sur olympedia.org